# Colin Maclaurin
Colin Maclaurin (in gaelico scozzese: Cailean MacLabhruinn; Kilmodan, 1º febbraio 1698 – Edimburgo, 14 giugno 1746) è stato un matematico scozzese.
Sicuramente uno dei più brillanti matematici dell'epoca, diede un notevole contributo all'analisi matematica e contribuì soprattutto allo sviluppo delle "serie di funzioni". Il suo nome è legato a un caso particolare della serie di Taylor detto appunto "serie di Maclaurin". I suoi studi lo portarono ad elaborare la formula di Eulero-Maclaurin, e si occupò inoltre del calcolo dei determinanti, dell'orbita del sole, della struttura degli alveari, dell'effetto del lavoro sui corpi e del fenomeno delle maree.

## Biografia

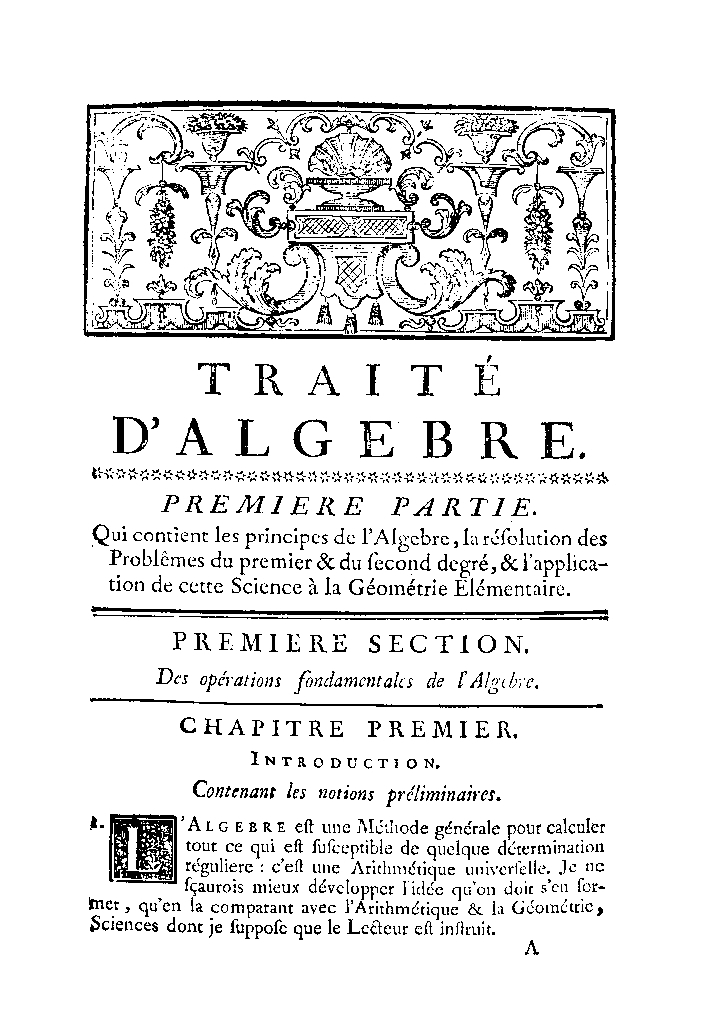
Treatise of algebra, edizione francese del 1753

Colin Maclaurin nasce il 1º febbraio 1698 ed era il più giovane di tre figli.
Ebbe un'infanzia non facile, quando lui aveva appena 7 mesi rimase orfano del padre, John Maclaurin, pastore della chiesa presbiteriana e anche sua madre, che lo avviò agli studì, morì quando Colin aveva solo 9 anni. Fu quindi affidato allo zio Daniel Maclaurin, anche lui pastore come suo padre.
Nonostante le non felici vicende familiari mostrò comunque le sue geniali qualità.
All'età di 11 anni entrò all'Università di Glasgow dove scoprì la sua passione per la matematica attraverso la lettura degli elementi di Euclide.
Si laureò (master of arts) a soli 14 anni con una tesi sulla teoria della gravitazione universale di Isaac Newton.
Infatti quest'ultimo fu subito un riferimento per Maclaurin, anche il grande Newton ebbe stima di Maclaurin e lo definì in una lettera "uno dei migliori matematici".
Nel 1717 fu nominato professore di matematica al Marischal College dell'Università di Aberdeen. Qui introdusse la serie di Maclaurin" (ossia la serie di Brook Taylor per x0 centrato in zero) in uno dei suoi più importanti lavori, il "Treatise on fluxions" ("Trattato sulle derivate"), nel quale si proponeva di fondare in modo logicamente rigoroso il calcolo infinitesimale inventato da Newton.
Nel 1725 ottenne la cattedra di matematica all'Università di Edimburgo con l'appoggio di Newton, che si offrì di coprire parzialmente (venti sterline l'anno) le spese del suo stipendio.
All'Università di Edimburgo, dove ha insegnato anche un altro famoso matematico, James Gregory, trascorse tutto il resto della sua vita.
Ottenne anche due premi importanti dall'Accademia delle scienze di Parigi uno per il lavoro sull'effetto del lavoro sui corpi, l'altro per uno studio sulle maree.

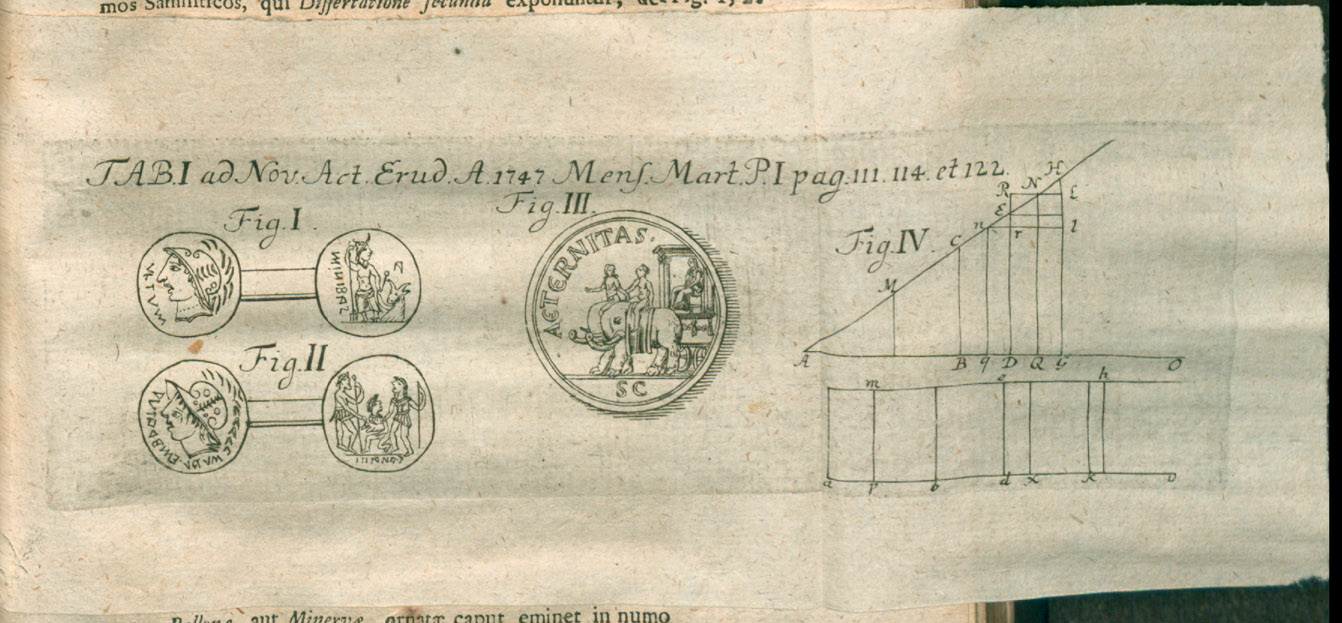
Illustrazione relativa alla recensione de De fluxionibus libri duo... pubblicata sugli Acta Eruditorum del 1747

Nel 1733 si sposò con Anne Stewart, la figlia del procuratore generale della Scozia, ed ebbe 7 figli, fra cui due maschi e tre femmine, tuttavia, gli premorirono.
Un'altra sua opera importante fu il "Treatise of algebra" ("Trattato di algebra") concernente principalmente i sistemi lineari e il calcolo dei determinanti: lo stesso argomento fu trattato nella stessa epoca anche da Gabriel Cramer che pubblicò nel 1750 la nota regola di Cramer.
Altro importante contributo alla matematica fu la formula di Eulero-Maclaurin, introdotta intorno al 1735 che collegava nel calcolo infinitesimale l'integrale e le somme.
Partecipò alla trasformazione della Medical Society di Edimburgo nella più ampia Royal Society.
Morì nel 1746 all'età di soli 48 anni.
Scrisse An Account of Sir Isaac Newton's Philosophical Discoveries" (London 1748), rendiconto delle scoperte filosofiche di Isaac Newton su astronomia, meccanica, matematica e altro, introdotte da una premessa alla filosofia della natura con una difesa sul metodo nel pensiero. L'opera fu pubblicata postuma per l'interessamento di Patrick Murdoch (? - 1774), accademico dell'Università di Edimburgo e segretario della Philosophical Society scozzese.

## Opere postume

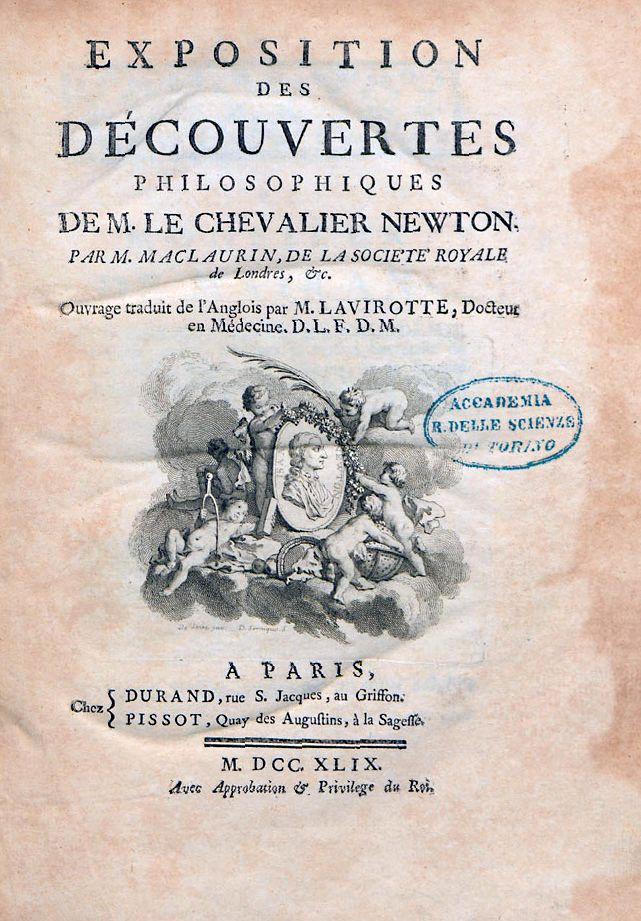
Exposition des découvertes philosophiques de m. le chevalier Newton, 1749

- (EN) An account of Sir Isaac Newton's philosophical discoveries, Laurent Durand, Noël Jacques Pissot, Jacques Chardon, 1748.
- (FR) Account of Sir Isaac Newton's philosophical discoveries, Paris, Laurent Durand, 1749.
  - (FR) Exposition des découvertes philosophiques de m. le chevalier Newton, A Paris, Laurent Durand, Noël Jacques Pissot, Jacques Chardon, 1749.
- (EN) A Treatise of Algebra, 1748.
  - (FR) Traitè d'algébre, A Paris, rue Dauphine, Charles Antoine Jombert, 1753.
- I sistemi de' filosofi di M. MacLaurin membro della Società reale di Londra ... Opera tradotta dal francese nella lingua italiana e dedicata al nobile giovinetto Alessandro Buonvisi patrizio lucchese, Venezia, Domenico Deregni, 1762.